# Limni Voulkaria
Limni Voulkaria este o arie protejată (arie de protecție specială avifaunistică — SPA) din Grecia întinsă pe o suprafață de 3.269,93 ha, integral pe uscat.

## Localizare
Centrul sitului Limni Voulkaria este situat la coordonatele 38°51′31″N 20°50′25″E / 38.858707°N 20.840159°E.

## Înființare
Situl Limni Voulkaria a fost declarat arie de protecție specială avifaunistică în octombrie 2002 pentru a proteja 27 de specii de animale.

## Biodiversitate
Situată în ecoregiunea mediteraneană, aria protejată nu include niciun habitat protejat.
La baza desemnării sitului se află mai multe specii protejate de  păsări (27): lăcar mare (Acrocephalus arundinaceus), lăcar-de-lac (Acrocephalus scirpaceus), pescăruș albastru (Alcedo atthis), rață sulițar (Anas acuta), rață pitică (Anas crecca), rață mare (Anas platyrhynchos), lăstunul mare (Apus apus), stârc cenușiu (Ardea cinerea), șorecarul comun (Buteo buteo), șerpar (Circaetus gallicus), lebădă de vară (Cygnus olor), egretă mică (Egretta garzetta), lișiță (Fulica atra), becațină comună (Gallinago gallinago), piciorong (Himantopus himantopus), rândunică (Hirundo rustica), stârc pitic (Ixobrychus minutus), pescăruș râzător (Larus ridibundus), rață fluierătoare (Mareca penelope), stârc de noapte (Nycticorax nycticorax), Phalacrocorax carbo sinensis, flamingo roz (Phoenicopterus roseus), corcodel mare (Podiceps cristatus), corcodel-cu-gât-negru (Podiceps nigricollis), graur (Sturnus vulgaris), fluierar de mlaștină (Tringa glareola), fluierarul cu picioare roșii (Tringa totanus)
Pe lângă speciile protejate, pe teritoriul sitului au mai fost identificate 3 specii de păsări.